# 刘迎

隆虑公主（?—?），东汉第二任皇帝明帝刘庄的女儿，名刘迎。她是刘庄的第三女，永平三年（60年），汉明帝刘庄册封她为隆虑公主，刘迎嫁给牟平侯耿袭。耿袭是耿舒的儿子。